# Vizkelethy Jakab

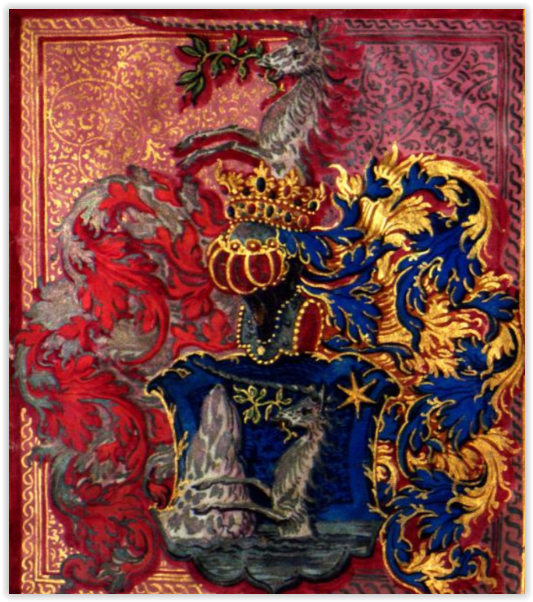
A Vizkelethy család címere (1556. november 19.)

Vizkeleti Vizkelethy Jakab (fl. 1554–1580), a királyi kancellária jegyzője, földbirtokos.

## Élete
A nemesi származású vizkeleti Vízkelethy családnak a sarja, amely már 1415-ben földbirtokadományt kapott a Pozsony vármegyei Vizkeletre. Fiatal korában a török ellen harcolt. 1574-ben keletkezett a Szepesi Kamara jelentése Vízkelethy Jakab folyamodásáról, melyben az 1566-os győri tábor alkalmával keletkezett költségeinek megfizetését kérte. Fivérei: Vízkelethy György, Dobó István erdélyi vajda titkára, 1559-ben a lévai vár várnagya, földbirtokos valamint Vizkelethy Tamás ilkai presbiter, semptei udvarbíró.
Vízkelethy György, erdélyi vajda titkára és testvére Jakab részére Ferdinánd király Bécsben, 1554. július 8-án ígérvényt adott 32 jobbágyős birtokra. Az adomány indokai között Vízkelethy György Várday Pál esztergomi érsek és királyi helytartó nótáriusaként végzett munkája is szerepelt. Vízkelethy György és testvére Jakab, aki akkor Oláh Miklós esztergomi érsek mellett a Magyar Kancellária jegyzője volt. 1555. május 11-én a Kossolth és Zyladm helységre, június 26-án pedig a Torna megyei Zewlewsardo-ra kaptak királyi adományt. 1556. november 19-én I. Ferdinánd magyar király armálist adományozott Vizkelethy Györgynek és Jakabnak. Feltételezhető, hogy a Vízkelethy testvérek pályafutásának megalapozásában Várday Pálnak is szerepe volt, habár ezt a Vízkelethy György, Jakab és Tamás testvérek és általuk atyafiaik Mihály, Bertalan, Ferenc, János, Pál és ifj. János részére Miksa király által megerősített 1569. július 15-én Bécsben adott nemességmegerősítő- illetve címeradomány – szemben az 1554. évi birtokadománnyal – már nem említette. Ebben az adománylevélben feltűnik a harmadik testvér, Vizkelethy Tamás is, aki hármójuk közül a legnagyobb karriert futotta be.
1556.-ban I. Ferdinánd magyar király a néhai, hűtlenné lett Pathochy Boldizsár birtokát (in oppido Kechkemet alias Aranhomoka) Vízkelethy Györgynek és fivérének Jakabnak, a nagyobb kancellária jegyzőjének adja. 1559. November 1.-jén Zolthay István és Vizkelethy Jakab megkapta a Szabolcs megyei Fejértó, Szentmárton, Keresztút, Nyíregyháza és Királtelke birtokát, Kraszna vármegyében pedig Perecsint.

## Házassága és leszármazottjai

A Rávony /Raven családnak a címere

Felesége a szlavóniai eredetű Körös megyei nemesi származású Raven (Rávonyi) családnak a sarja, rávonyi Rávonyi Zsófia (fl. 1559–1580), akinek a szülei rávonyi Rávonyi Mihály (fl. 1513–1548), 1544 és 1548 között országbírói ítélőmester, Szápolyai János titkára, 1536 és 1538 között a pozsonyi Magyar Kamara királyi jogügy-igazgatója, földbirtokos és mihályi Ládonyi Krisztina voltak. Zsigmond magyar király 1421. március 28-án a már nemes Raven Mihály (fl. 1421–1453), királyi ügyvivő, Cillei Hermann bán szlavóniai ítélőmestere számára címeres levelet adományozott. A Raven (Rávonyi) család 1344-ben nemességét Hahót nembeli Lendvai Miklós horvát bántól kapta; ez az egyetlen bán által adományozott nemesség, ezért alkotmányossági szempontból rendkívül fontos. Vizkelethy Jakabné Rávonyi Zsófiának az anyai nagyszülei mihályi Ládonyi Miklós (fl. 1499–1545), koronaőr, Galgóc várnagya 1524-ben, Visegrád várnagya 1526-ban, földbirtokos és terösdi Kónya Potenciana (fl. 1524), törösdi Kónya Lukács csanádmegyei birtokos lánya voltak. Rávonyi Zsófiának a leánytestvére Rávonyi Orsolya, akinek a férje asszonyfalvi Ostffy Mihály (fl. 1588–1604) veszprémi főispán volt. Rávonyi Zsófia nagynénje razinai Bocskay Ferencné mihályi Ládonyi Sára (fl. 1530–1570) az első magyar női költő volt. Vizkelethy Jakab és Rávonyi Zsófia frigyéből született:
- Vizkelethy Ilona (fl. 1622). Férje: szombathelyi és rajkai Zombathely György (fl. 1590– 1636), a magyar királyi kamarának a tanácsosa, Moson vármegye alispánja 1606 és 1612, földbirtokos. Zombathelyi György és Vizkelethy Ilona lánya: Zombathely Zsófia, akinek a férje osztopáni Perneszy Ferenc (fl. 1606-†1651), zalalövői várkapitány, Zala vármegye egyik alispánja, földbirtokos.
- Vizkelethy Anna (fl. 1622). Férje: Beleti Mátyás pozsonyi várispán, földbirtokos.
- Vizkelethy Fruzsina.  Férjek: aranyossi Aranyossy Pál (1.), Rakoviczky György (2.) majd szikavai Bélaváry György [8] (3.) (fl. 1550-1574) számvevő-udvarbíró, Lednici várnagy, Humanista gondolkodó, földbirtokos.
- Vizkelethy Judit. Férje: cseri és sárkányi Csery Mihály (†1612), érseki uradalmi igazgató.
- Vizkelethy Magdolna